# أمين ألبير
أمين ألبير (بالتركية: Emin Alper) هو كاتب سيناريو ومونتير ومخرج تركي، ولد في أغسطس 1974 في قونية في تركيا.

## وصلات خارجية
- أمين ألبير على موقع IMDb (الإنجليزية)
- أمين ألبير على موقع ألو سيني (الفرنسية)
- أمين ألبير على موقع أول موفي (الإنجليزية)
- أمين ألبير على موقع قاعدة بيانات الفيلم (الإنجليزية)
- أمين ألبير على موقع كينوبويسك (الروسية)